# Древние океаны

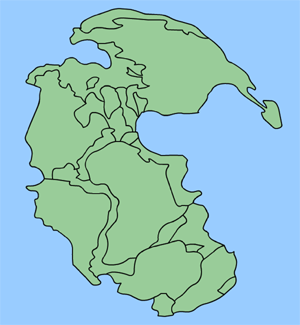
Пангея, окруженная суперокеаном Панталасса

Древние океаны — это гипотетический, самый крупный по площади и глубине тип водоёма, возникший на Земле до палеозойской эры, крупнейший отрицательный элемент мегарельефа планеты, огромная впадина, заполненная океанскими водами. Происхождение и возраст древних океанов, как и происхождение и возраст современных, почти одинаковы, но отличаются они, прежде всего, толщиной, строением и составом земной коры.
В качестве главных структурных элементов литосферы первого порядка выступают континенты и океаны. Рассматривая континенты и океаны в качестве главных структурных единиц литосферы и всей тектоносферы, следует иметь в виду, что их геолого-геофизическое понимание отличается от чисто географического. По тем же признакам — строению и составу коры и всей литосферы, а также по тектоническому режиму — эти единицы первого порядка подразделяются на единицы второго порядка — подвижные пояса и устойчивые площади. В океанах первые представлены срединно-океаническими хребтами, вторые — абиссальными равнинами.
Благодаря глубоководному бурению и картированию линейных магнитных аномалий возраст современных океанских бассейнов может считаться установленным.

## Теория тектоники литосферных плит
Теория тектоники литосферных плит дает объяснение происхождению океанов. Только спрединг может объяснить совпадение следующих данных:
1. систематическое увеличение возраста базальтов 2-го слоя и перекрывающих их осадков от осей срединных океанов в направлении континентов;
2. увеличение мощности и стратиграфического диапазона осадочного слоя от нулевых значений на оси спрединга в том же направлении;
3. увеличение глубины океана с увеличением возраста коры и переход от более мелководных, хотя и пелагических осадков к более глубоководным вверх по разрезу осадочного чехла;
4. присутствие в основании осадочного слоя металлоносных осадков, отложенных гидротермами на осях спрединга;
5. увеличение мощности и плотности литосферы от срединного хребта к континенту;
6. уменьшение интенсивности магнитных аномалий в том же направлении;
7. снижение величины теплового потока в том же направлении.

## Хронологическая классификация
Возраст многих древних океанов определен. По возрасту можно поделить океаны на:

### Докембрийские
- Панталасса-0 — этот суперокеан, возможно возник вокруг кратера на месте падения гигантского метеорита. Этот суперокеан противостоял суперконтиненту Пангея-0 на противоположной стороне планеты. Возраст суперокеана — 2,5—2,2 млрд лет. По международной стратиграфической шкале этот промежуток соответствует палеопротерозойской эре — сидерийскому периоду. Если по шкале Северной Евразии (Россия, Казахстан) то раннепротерозойскому периоду.

- Панталасса-1 (Мировия) — этот суперокеан, возможно, противостоял суперконтиненту Пангеи-1 на противоположной стороне планеты. В современной геологической литературе Панталассу-1 называют Мировия, а Пангею-1 называют Родиния. Возраст суперокеана — 1600—850 млн лет. По международной стратиграфической шкале этот промежуток соответствует всей мезопротерозойской эре или неопротерозойской эре по тонийской системе. По шкале Северной Евразии (Россия, Казахстан) он соответствует раннерифейскому и среднерифейскому периодам включительно.

- Мозамбикский — этот океан разделял Западную и Восточную Гондвану. Образовался после распада Мировии и Родинии. Возраст океана — 850—600 млн лет. По международной стратиграфической шкале этот промежуток соответствует неопротерозойской эре — криогенийскому периоду. Если по шкале Северной Евразии (Россия, Казахстан) то позднему рифею.

- Протопасифик — этот океан является прообразом современного Тихого океана и прямым наследником суперокеана Мировии. Образовался в результате слияния Западной и Восточной Гондваны в единый континент. Возраст океана — 600—570 млн лет. По международной стратиграфической шкале этот промежуток соответствует неопротерозойской эре — криогенийскому и эдиакарийскому периоду. Если по шкале Северной Евразии (Россия, Казахстан), то вендскому периоду. Уже в палеозойской эре он стал океаном Палеопасификом.

- Прототетис — этот океан является прообразом Тетиса в кайнозойской эре. Образовался после распада Мировии и Родинии. Возраст океана — 850—570 млн лет. По международной стратиграфической шкале этот промежуток соответствует неопротерозойской эре — криогенийскому и эдиакарийскому периоду. Если по шкале Северной Евразии (Россия, Казахстан), то позднему рифею и вендскому периоду. Уже в палеозойской эре он стал океаном Палеотетисом.

- Протояпетус — этот океан является прообразом Япетуса в палеозойской эре. Образовался после распада Мировии и Родинии. Возраст океана — 850—570 млн лет. По международной стратиграфической шкале этот промежуток соответствует неопротерозойской эре — криогенийскому и эдиакарийскому периоду. Если по шкале Северной Евразии (Россия, Казахстан), то позднему рифею и вендскому периоду. Уже в палеозойской эре он стал океаном Япетусом.

- Палеоазиатский — этот суперокеан отделил Восточно-Европейскую платформу от Сибирской платформы, а последнюю — от Таримской и Синокорейской платформы. Образовался после распада Мировии и Родинии. Возраст океана — 850—320 млн лет. По международной стратиграфической шкале этот промежуток соответствует периоду от неопротерозойской эры до палеозойской эры, соответственно от криогенийского периода до раннего карбона. Если по шкале Северной Евразии (Россия, Казахстан), то периоду от позднего рифея до раннего карбона. Уже в позднем карбоне он стал Монголо-Охотским океаном. В позднем карбоне распался на океаны Туркестанский, Новоземельский, Монголо-Охотский и Солонкер-Гиринский.

- Бореальский — этот океан является прообразом современного Северного Ледовитого или Арктического океана, иногда этот океан считается северной частью океана Палеопасифика. Возраст океана — 850—240 млн лет.

### Палеозойские
- Палеопасифик — этот океан является прообразом современного Тихого океана и прямым наследником суперокеана Протопасифика. Возраст океана — 570—240 млн лет. По международной стратиграфической шкале, а также по шкале Северной Евразии (Россия, Казахстан) этот промежуток соответствует палеозойской эре. Уже в мезозойской эре он стал океаном Панталасса-2.

- Япетус — этот океан является прообразом современного Атлантического океана и прямым наследником суперокеана Протояпетуса. Возраст океана — 570—420 млн лет. По международной стратиграфической шкале, а также по шкале Северной Евразии (Россия, Казахстан) этот промежуток соответствует промежутку от кембрийского до силурийского периода палеозойской эры.

- Палеотетис — этот океан является прообразом Тетиса в Кайнозойской эре и прямым наследником океана Прототетиса. Возраст океана — 570—205 млн лет. По международной стратиграфической шкале, а также по шкале Северной Евразии (Россия, Казахстан) этот промежуток соответствует палеозойской эре и мезозойское эре — от кембрия до позднего триаса.

- Реикум — этот океан является западной частью Палеотетиса, но иногда его выделяют как самостоятельный океан. Возраст океана — 480—425 млн лет. По международной стратиграфической шкале и шкале Северной Евразии этот промежуток соответствует периоду от раннего ордовика до раннего силура.

- Уральский — этот океан является южной частью Палеоазиатского океана, но иногда его выделяют как самостоятельный океан. Возраст океана — 540—320 млн лет. По международной стратиграфической шкале и шкале Северной Евразии этот промежуток соответствует периоду от среднего кембрия до среднего карбона.

- Монголо-Охотский — этот океан является частью Палеоазиатского океана, но выделился в самостоятельный океан в среднем карбоне. Возраст океана — 325—155 млн лет. По международной стратиграфической шкале и шкале Северной Евразии этот промежуток соответствует периоду от среднего карбона до среднего триаса.

- Туркестанский — этот океан является частью Палеоазиатского океана, но иногда его выделяют как самостоятельный океан либо объединяют с Уральским океаном. Возраст океана — 540—320 млн лет. По международной стратиграфической шкале и шкале Северной Евразии этот промежуток соответствует периоду от среднего кембрия до среднего карбона.

### Мезозойские
- Панталасса-2 — этот суперокеан является прообразом современного Тихого океана и прямым наследником суперокеана Палеопасифика. Это последний мировой океан на Земле. После распада Пангеи-2 океан распался, а в кайнозойской эре образовался Тихий океан. Возраст океана — 240—160 млн лет. По международной стратиграфической шкале и шкале Северной Евразии (Россия, Казахстан) этот промежуток соответствует периоду от среднего триаса до поздней юры.

- Тетис — этот океан находился на востоке от Пангеи-2. Иногда в разных геологических источниках Тетис в мезозойской эре называют Неотетисом. В палеозойской эре этот океан был частью Палеотетиса, а в мезозойской эре выделился в самостоятельный океан. Возраст океана — 280-60 млн лет. По международной стратиграфической шкале и шкале Северной Евразии (Россия, Казахстан) этот промежуток соответствует периоду от ранней перми до палеоцена.